# Mathew Hayman
Mathew Hayman (Camperdown, 20 aprile 1978) è un dirigente sportivo ed ex ciclista su strada australiano. Passista-velocista, professionista dal 2000 al 2019, ha vinto la Parigi-Roubaix 2016. Dal 2020 è direttore sportivo del Team Jayco AlUla, già Mitchelton-Scott e BikeExchange.

## Carriera
Nel 1997 si trasferì tra le file del team dilettantistico Rabobank Beloften, per poi passare alla squadra madre, la Rabobank, nel 2000, debuttando così nel professionismo. Ottenne i suoi primi successi da pro l'anno dopo, nel 2001, al Trofeo Manacor (una delle prove del Challenge de Mallorca) grazie a una lunga fuga di 177 chilometri che gli permise di aggiudicarsi anche la classifica generale della corsa spagnola. In seguito rinunciò però ai successi personali per mettere le proprie qualità di passista veloce al servizio dei velocisti Óscar Freire e Graeme Brown, suoi compagni di squadra. Nel 2003 mostrò inoltre buone doti da corridore di classiche sul pavé, terminando decimo alla Gand-Wevelgem e ventiseiesimo alla Parigi-Roubaix. Nello stesso anno arrivò quarto nel campionato nazionale in linea australiano e quinto in quello a cronometro.
Nel 2005 Hayman ottenne vari piazzamenti, tra cui un ottavo posto alla Dwars door Vlaanderen e un quattordicesimo alla Parigi-Tours, e una vittoria, la classifica generale del Sachsen-Tour International. Nella stagione successiva ottenne invece il suo più importante successo fino allora, la medaglia d'oro nella prova in linea dei Giochi del Commonwealth a Melbourne.
Nella stagione 2007 si propose come velocista puro, partecipando come unico uomo veloce della Rabobank alla Parigi-Nizza e cogliendo un terzo posto nella prima tappa. L'anno successivo si presentò al Tour Down Under con grandi ambizioni, ma dopo aver ottenuto un piazzamento in volata nella terza tappa, nella quarta cadde a seguito di una spinta da parte di Elia Rigotto e si ruppe una clavicola. Rigotto venne poi squalificato dalla giuria.
Nel 2009 si piazzò nuovamente ottavo nella Dwars door Vlaanderen e partecipò alla fuga vincente della Gand-Wevelgem in cui tuttavia non riuscì a tenere il passo del vincitore Edvald Boasson Hagen, terminando quarto. Nel 2010 è passato alla neonata squadra britannica Sky, con la quale ha partecipato al Giro d'Italia. L'anno dopo, sempre tra le file della Sky, si è classificato terzo alla Omloop Het Nieuwsblad e ha poi vinto la Parigi-Bourges; nel 2012 ha invece centrato l'ottavo posto alla Parigi-Roubaix, mentre nel 2013 ha ottenuto il terzo posto alla Dwars door Vlaanderen.
Dal 2014 al 2019 gareggia tra le file della formazione australiana Orica-GreenEDGE (poi Mitchelton). Nel 2016 vince a sorpresa la sua prima classica monumento, trionfando in volata alla Parigi-Roubaix sul plurivincitore della corsa Tom Boonen, su Ian Stannard e su Sep Vanmarcke. È il secondo extra-europeo a trionfare nella regina delle classiche, dopo il connazionale Stuart O'Grady, vittorioso nel 2007.
Dopo il successo all'Inferno del Nord non coglie alcun risultato di rilievo nelle stagione 2017 e 2018. Si ritira dall'attività il 20 gennaio 2019, nel suo paese, dopo aver corso i campionati nazionali e il Tour Down Under. A partire dalla stagione 2020 assume il ruolo di direttore sportivo per la sua ultima squadra, la Mitchelton-Scott (nota come Team BikeExchange dal 2021 e come Jayco AlUla dal 2023).

## Palmarès
- 1997 (dilettanti)

Grand Prix Stad Geel
- 1999 (dilettanti)

Classifica generale Triptyque des Monts et Châteaux
Tweedaagse van de Gaverstreek
4ª tappa Flèche du Sud
- 2001 (Rabobank, due vittorie)

Trofeo Manacor
Classifica generale Challenge de Mallorca
- 2005 (Rabobank, una vittoria)

Classifica generale Sachsen-Tour International
- 2006 (Rabobank, una vittoria)

Giochi del Commonwealth, Prova in linea (con la Nazionale australiana)
- 2011 (Team Sky, una vittoria)

Parigi-Bourges
- 2016 (Orica-Scott, una vittoria)

Parigi-Roubaix

## Piazzamenti

### Grandi Giri
- Giro d'Italia

2002: 91º
2006: 136º
2008: fuori tempo massimo
2010: 105º
- Tour de France

2014: ritirato (10ª tappa)
2016: 135º
2017: 151º
2018: 108º
- Vuelta a España

2003: 137º
2015: 130º

### Classiche monumento
- Milano-Sanremo

2004: 155º
2006: 122º
2007: 86º
2009: 93º
2010: 129º
2012: ritirato
2014: ritirato
2015: 62º
2017: 137º
- Giro delle Fiandre

2002: 70º
2003: 83º
2005: 47º
2006: 90º
2007: 68º
2009: 60º
2010: 13º
2011: 21º
2012: 79º
2013: ritirato
2014: 51º
2015: 39º
2017: 91º
2018: 83º
- Parigi-Roubaix

2000: 65º
2001: 49º
2002: 50º
2003: 26º
2005: 78º
2006: 23º
2008: 113º
2009: 21º
2010: 24º
2011: 10º
2012: 8º
2013: 52º
2014: 41º
2015: 76º
2016: vincitore
2017: 11º
2018: 22º
- Liegi-Bastogne-Liegi

2016: 141º

### Competizioni mondiali
- Campionati del mondo

San Sebastián 1997 - Cronometro Under-23: 37º
Valkenburg 1998 - Cronometro Under-23: 20º
Valkenburg 1998 - In linea Under-23: 18º
Verona 1999 - Cronometro Under-23: 27º
Verona 1999 - In linea Under-23: 55º
Lisbona 2001 - In linea Elite: ritirato
Zolder 2002 - In linea Elite: 100º
Hamilton 2003 - In linea Elite: 33º
Verona 2004 - In linea Elite: ritirato
Madrid 2005 - In linea Elite: ritirato
Salisburgo 2006 - In linea Elite: ritirato
Stoccarda 2007 - In linea Elite: ritirato
Mendrisio 2009 - In linea Elite: ritirato
Melbourne 2010 - In linea Elite: 94º
Copenaghen 2011 - In linea Elite: 100º
Toscana 2013 - In linea Elite: ritirato
Ponferrada 2014 - In linea Elite: ritirato
Richmond 2015 - In linea Elite: 77º
Doha 2016 - In linea Elite: 21º
Bergen 2017 - In linea Elite: ritirato